# Rhönrad-Weltmeisterschaft 2018

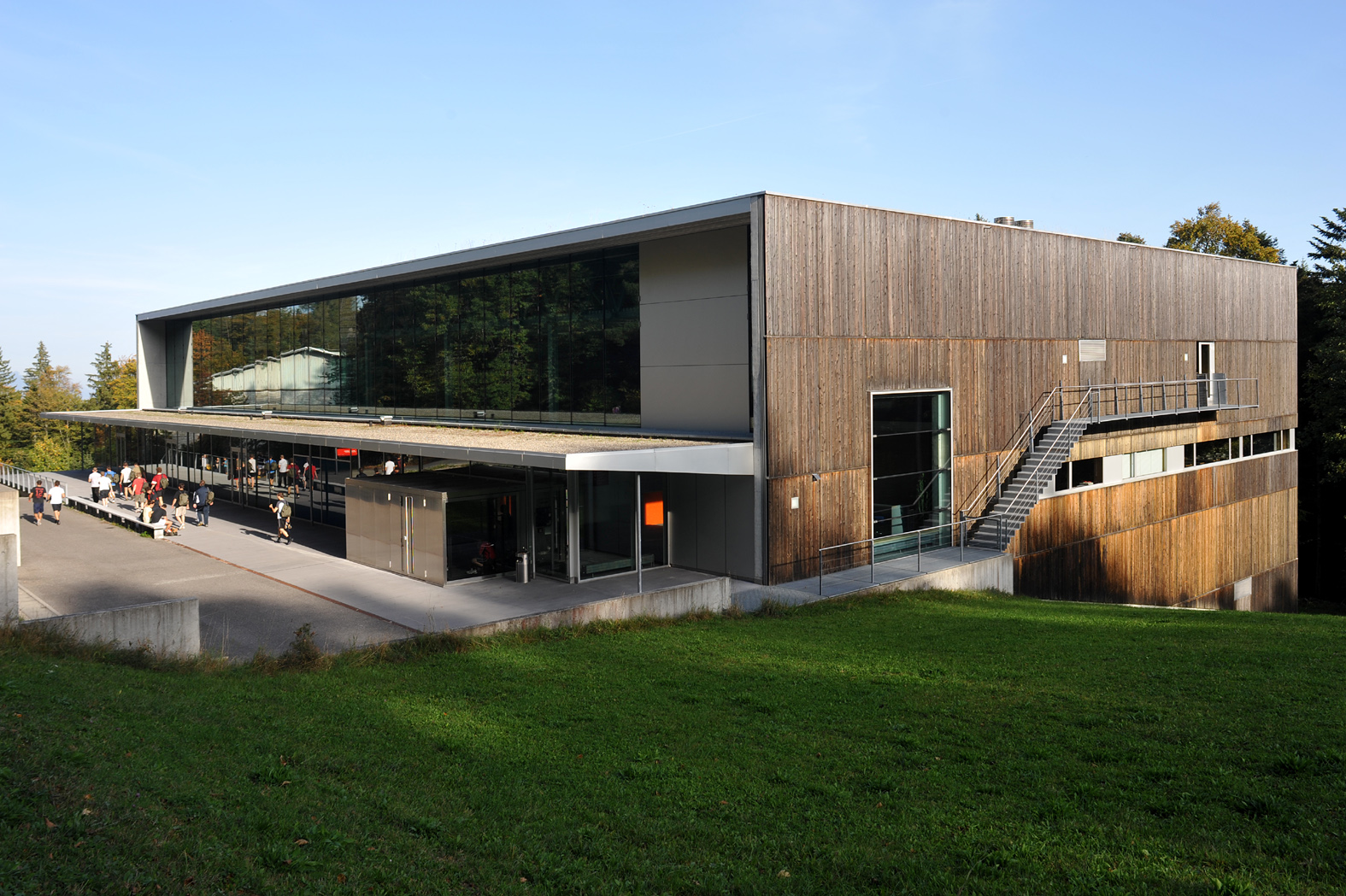
Halle von aussen

Die 13. Rhönrad-Weltmeisterschaft fand vom 6. bis 13. Mai in Magglingen in der Schweiz statt. Es nahmen ca. 112 Athletinnen und Athleten aus 13 Nationen teil. Deutschland war mit 28 Athleten die grösste Delegation. England, Brasilien und Griechenland wurden jeweils nur durch 1 Athletin vertreten.

## Zeitplan
| 8. Mai (Di)  | Qualifikation Senioren                       |
| 9. Mai (Mi)  | Cyr Qualifikationen Qualifikationen Junioren |
| 10. Mai (Do) | Finals Mehrkampf Senioren                    |
| 11. Mai (Fr) | Finals Cyr Final Teams                       |
| 12. Mai (Sa) | Finals Einzeldisziplinen Senioren / Junioren |
| Quelle       | [ 2 ]                                        |

## Ergebnisse Cyr
Quelle:
| Platz | Land        | Athlet          | Punkte |
| ----- | ----------- | --------------- | ------ |
| 1     | Deutschland | Narten Hauke    | 10.85  |
| 2     | Deutschland | Kastian Steffen | 8.55   |
| 3     | Deutschland | Nessau Nico     | 7.85   |

## Ergebnisse Rhönrad Senioren

### Herren
Quellen:
| Platz | Land        | Athlet             | Punkte |
| ----- | ----------- | ------------------ | ------ |
| 1     | Deutschland | Carsten Heimer     | 11,35  |
| 2     | Schweiz     | Simon Rufener      | 10,80  |
| 3     | Japan       | Yasuhiko Takahashi | 10,50  |

| Platz | Land        | Athlet             | Punkte |
| ----- | ----------- | ------------------ | ------ |
| 1     | Japan       | Yasuhiko Takahashi | 10,95  |
| 2     | Deutschland | Carsten Heimer     | 10,40  |
| 3     | Schweiz     | Simon Rufener      | 9,15   |

| Platz | Land        | Athlet             | Punkte |
| ----- | ----------- | ------------------ | ------ |
| 1     | Japan       | Yasuhiko Takahashi | 10,30  |
| 2     | Deutschland | Luca Christ        | 8,60   |
| 3     | Japan       | Hikaru Oikawa      | 8,50   |

| Platz | Land        | Athlet             | Gerade | Spirale | Sprung | Total |
| ----- | ----------- | ------------------ | ------ | ------- | ------ | ----- |
| 1     | Japan       | Yasuhiko Takahashi | 9,30   | 10.85   | 10.30  | 30.45 |
| 2     | Deutschland | Luca Christ        | 9.80   | 9.75    | 9.10   | 28,65 |
| 3     | Deutschland | Carsten Heimer     | 9.85   | 10.35   | 7.20   | 27.50 |

### Damen
Quellen:
| Platz       | Land              | Athletin                            | Punkte |
| ----------- | ----------------- | ----------------------------------- | ------ |
| Deutschland | Kira Homeyer      | 11.40                               |        |
| 2           | Schweiz / Schweiz | Cheyenne Rechsteiner / Sabine Krumm | 11.25  |

| Platz | Land                  | Athletin                            | Punkte |
| ----- | --------------------- | ----------------------------------- | ------ |
| 1     | Schweiz / Deutschland | Cheyenne Rechsteiner / Lilia Lessel | 12,10  |
| 3     | Deutschland           | Kira Homeyer                        |        |

| Platz | Land                 | Athletin                | Punkte |
| ----- | -------------------- | ----------------------- | ------ |
| 1     | Niederlande          | Myrna van Berkel        | 8.8    |
| 2     | Deutschland / Israel | Kira Homeyer / Dery Noa | 8.5    |

| Platz | Land        | Athletin             | Gerade | Spirale | Sprung | Total |
| ----- | ----------- | -------------------- | ------ | ------- | ------ | ----- |
| 1     | Deutschland | Kira Homeyer         | 11.10  | 11.45   | 8.00   | 30.55 |
| 2     | Schweiz     | Cheyenne Rechsteiner | 11.05  | 11.40   | 7.85   | 30.30 |
| 2     | Deutschland | Lilia Lessel         | 10.40  | 11.65   | 8.25   | 30.30 |

## Ergebnisse Rhönrad Junioren

### Juniorinnen
Quellen:
| Platz | Land        | Athletin       | Punkte |
| ----- | ----------- | -------------- | ------ |
| 1     | Israel      | Tomer Shusheim | 11.35  |
| 1     | Israel      | Tamar Barak    | 11,35  |
| 3     | Deutschland | Karina Peisker | 11,25  |

| Platz | Land        | Athletin       | Punkte |
| ----- | ----------- | -------------- | ------ |
| 1     | Deutschland | Karina Peisker | 11,00  |
| 2     | Deutschland | Franka Eiche   | 10,75  |
| 3     | Israel      | Tamar Brak     | 10,30  |

| Platz | Land        | Athletin         | Punkte |
| ----- | ----------- | ---------------- | ------ |
| 1     | Israel      | Inbar Armoni     | 7,95   |
| 1     | Deutschland | Karina Peisker   | 7,95   |
| 3     | Niederlande | Marinde Smolders | 7,90   |

| Platz | Land        | Athletin       | Gerade | Spirale | Sprung | Total |
| ----- | ----------- | -------------- | ------ | ------- | ------ | ----- |
| 1     | Deutschland | Eiche Franka   | 11.30  | 10.90   | 7.65   | 29.85 |
| 1     | Deutschland | Peisker Karina | 11.20  | 10.70   | 7.95   | 29.85 |
| 3     | Niederlande | Romijn Sanne   | 11.20  | 9.00    | 7.45   | 27.65 |

### Junioren
Quellen:
| Platz | Land        | Athlet        | Punkte |
| ----- | ----------- | ------------- | ------ |
| 1     | Deutschland | Milan Lessel  | 10,75  |
| 2     | Deutschland | Malte Schöder | 10,30  |
| 3     | Deutschland | Jakob Kremer  | 9,50   |

| Platz | Land        | Athlet       | Punkte |
| ----- | ----------- | ------------ | ------ |
| 1     | Deutschland | Milan Lessel | 9,45   |
| 2     | Deutschland | Kremer Jakob | 8,60   |
| 3     | Deutschland | Phillip Remy | 8,20   |

| Platz | Land        | Athlet         | Punkte |
| ----- | ----------- | -------------- | ------ |
| 1     | Deutschland | Jakob Kremer   | 8,10   |
| 2     | Deutschland | Milan Lessel   | 7,90   |
| 3     | Deutschland | Malte Schröder | 7,85   |

| Platz | Land        | Athlet         | Gerade | Spirale | Sprung | Total |
| ----- | ----------- | -------------- | ------ | ------- | ------ | ----- |
| 1     | Deutschland | Milan Lessel   | 10,55  | 10,10   | 8,35   | 29,00 |
| 2     | Deutschland | Malte Schröder | 9,80   | 8,55    | 7,05   | 25,40 |
| 3     | Deutschland | Jakob Kremer   | 9,10   | 6,55    | 8,30   | 23,95 |